# ويليام فيرغسون (مهندس)
ويليام فيرغسون (بالإنجليزية: William Ferguson)‏ هو مهندس نيوزيلندي، ولد في 15 يونيو 1852 في لندن في المملكة المتحدة، وتوفي في 20 يونيو 1935.